# Хосе Луїс Браун
Хосе Луїс Браун (ісп. José Luis Brown, 10 листопада 1956, Ранчос — 13 серпня 2019, Буенос-Айрес) — аргентинський футболіст, що грав на позиції центрального захисника, зокрема за клуб «Естудьянтес», а також національну збірну Аргентини, у складі якої — чемпіон світу 1986 року. По завершенні ігрової кар'єри — тренер.

## Клубна кар'єра
У дорослому футболі дебютував 1975 року виступами за команду «Естудьянтес», в якій провів вісім сезонів, взявши участь у 290 матчах чемпіонату. Більшість часу, проведеного у складі «Естудьянтес», був основним гравцем захисту команди. Протягом останніх років у клубі відзначався досить високою, як для захисника, результативністю.
Згодом пограв за колумбійський «Атлетіко Насьйональ», а також на батьківщині за «Бока Хуніорс» і «Депортіво Еспаньйол», після чого 1986 року перебрався до Європи, де один сезон провів у французькому «Бресті» і два сезони в іспанському клубі «Реал Мурсія».
Завершив ігрову кар'єру на батьківщині у команді «Расинг» (Авельянеда), за яку виступав протягом 1989—1990 років.

## Виступи за збірну
1983 року дебютував в офіційних матчах у складі національної збірної Аргентини, де поступово став одним з основних центральних захисників.
Зокрема наставник збірної Карлос Білардо віддав Брауну перевагу над досвідченішим, але й більш віковим Данієлєм Пассареллою на позиції ліберо команди на чемпіонаті світу 1986 року, що проходив у Мексиці. Браун провів на полі без замін усі сім матчів аргентинців на турнірі, в яких захисна ланка команди продемонструвала непогану надійність, дозволивши суперникам лише п'ять разів відзначитися голами у їх ворота. Але по-справжньому зірковою годиною для захисника стала фінальна гра мундіалю проти збірної ФРН, у якій він відкрив рахунок, замкнувши головою подачу зі штрафного від Хорхе Бурручаги. Наприкінці матчу захисник травмував плече, проте відмовився від заміни, допомігши довести його до переможного (з рахунком 3:2 на користь аргентинців) завершення.
У складі збірної також був учасником трьох розіграшів Кубка Америки — 1983 року, 1987 року в Аргентині, а також 1989 року в Бразилії, на якому аргентинська команда здобула бронзові нагороди.
Загалом протягом кар'єри у національній команді, яка тривала 8 років, провів у її формі 36 матчів, при цьому гол, забитий у фіналі ЧС-1986, став для захисника єдиним у формі збірної.

## Кар'єра тренера
Розпочав тренерську кар'єру, повернувшись до футболу після невеликої перерви, 1996 року, ставши асистентом Карлоса Білардо у тренерському штабі «Бока Хуніорс». Наприкінці 1990-х допомагав Оскару Руджері у тренерському штабі «Сан-Лоренсо».
2000 року склав тренерський тандем з колишнім партнером по збірній Ектором Енріке на чолі команди «Альмагро», згодом пара тренерів працювала з «Нуева Чикаго». 2002 року досить неуспішно керував діями команди болівійського «Блумінга», після чого повернувся на батьківщину, де протягом 2003–2004 очолював молодіжну команду «Естудьянтес».
Згодом працював з основними командами «Атлетіко Рафаела», «Альмагро», «Бен-Гура» і «Феррокаріль Оесте», після чого 2007 року прийняв запрошення очолити тренерський штаб юнацької збірної Аргентини. Під його керівництвом аргентинські юнаки стали срібними призерами юнацького чемпіонату Південної Америки 2009 року і учасниками тогорічного юнацького Кубка світу.
Паралельно з 2008 року був асистентом Серхіо Батісти у тренерських штабах молодіжної і олімпійської збірних команд Аргентини, зокрема допомігши останній тріумфувати на Олімпійських іграх 2008.
Також протягом 2008–2010 обіймав різні посади у тренерському штабі головної збірної Аргентини, очолюваному ще одним його партнером по цій команді зразка 1986 року Дієго Марадоною.
Останнім місцем тренерської роботи Брауна був «Феррокаріль Оесте», команду якого він удруге у кар'єрі очолював протягом 2013 року.
Помер 13 серпня 2019 року на 63-му році життя внаслідок хвороби Альцгеймера.

## Титули і досягнення
- Чемпіон Аргентини (2):

«Естудьянтес»: Метрополітано 1982, Насьйональ 1983
- Чемпіон світу (1):

Аргентина: 1986
- Бронзовий призер Кубка Америки (1):

Аргентина: 1989